# Tiotepa
Tiotepa (INN, IUPAC: N,N′,N′′-trietilentiofosforamidă; denumirea comercială Tepadina) este un medicament chimioterapic care se utilizează în asociere cu alte medicamente antineoplazice înainte de transplantul de celule precursoare hematopoietice.
Tiotepa este un compus organofosforat cu formula SP(NC2H4)3. Din punct de vedere structural, este un derivat de aziridină și face parte din categoria agenților alchilanți ai ADN-ului.